# Uwe Messerschmidt
Uwe Messerschmidt (Schwäbisch Gmünd, 22 gennaio 1962) è un ex pistard tedesco.

## Palmarès

### Pista
- 1980

Campionati del mondo, Corsa a punti Juniores
- 1985

Campionati tedeschi, Americana dilettanti (con Manfred Donike)
- 1986

Campionati tedeschi, Americana dilettanti (con Manfred Donike)
- 1987

Campionati tedeschi, Inseguimento a squadre dilettanti (con Volker Kirn, Reinhard Alber e Jens Meinecke)
Campionati tedeschi, Americana dilettanti (con Manfred Donike)
Sei giorni di Berlino, (con Manfred Donike)
Sei giorni di Dortmund, (con Manfred Donike)
Sei giorni di Monaco di Baviera, (con Manfred Donike)
Sei giorni di Zurigo, (con Manfred Donike)
- 1988

Campionati tedeschi, Americana dilettanti (con Manfred Donike)
Sei giorni di Berlino, (con Manfred Donike)
Sei giorni di Dortmund, (con Manfred Donike)
Sei giorni di Colonia, (con Manfred Donike)
Sei giorni di Stoccarda, (con Ralf Messerschmidt)
- 1990

Campionati tedeschi, Inseguimento a squadre dilettanti (con Michael Glöckner, Andreas Walzer e Cedrik Güthe)
- 1991

Campionati tedeschi, Inseguimento a squadre dilettanti (con Michael Glöckner, Andreas Walzer e Cedrik Güthe)
- 1995

Campionati tedeschi, Americana dilettanti (con Andreas Beikirch)
Coppa del mondo, Americana (Cottbus, con Andreas Beikirch)
- 1996

Campionati tedeschi, Americana dilettanti (con Andreas Beikirch)

### Strada
- 1987

2ª tappa Niedersachsen Rundfahrt (Meppen > Bad Bentheim)
Rund um Düren
- 1990

9ª tappa Niedersachsen Rundfahrt (Hildesheim > Einbeck)

## Piazzamenti

### Competizioni mondiali
- Campionati mondiali

Città del Messico 1980 - Corsa a punti Juniores: vincitore
Bassano del Grappa 1985 - Corsa a punti Dilettanti: 5°
Colorado Springs 1986 - Corsa a punti Dilettanti: 6°
Vienna 1987 - Corsa a punti Dilettanti: 2°
Bogotà 1995 - Americana: 6°
- Giochi olimpici

Los Angeles 1984 - Corsa a punti: 2°
Seoul 1988 - Corsa a punti: 6°